# Musée Da-Silva
Le musée Da-Silva, situé à Porto-Novo, au Bénin, est une institution culturelle privée inaugurée en 1998 par Karim da Silva. Le musée est destiné à la préservation et à la valorisation du patrimoine afro-brésilien et de la mémoire de la traite négrière. 
Il est situé dans une maison de style d'architecture afro-brésilienne appartenant auparavant à une famille Agouda. Il est situé entre la lagune et la cathédrale de Porto-Novo. À l'accueil du musée, le long de la clôture, on remarque plusieurs représentations qui retracent le parcours du commerce triangulaire et de la marche des esclaves. Cette fresque s'intitule  « devoir de mémoire de l'esclavagisme européen ».

## Histoire
La fondation du musée s'inscrit dans le phénomène de patrimonialisation qui a lieu au Bénin depuis le début des années 1990.
Mathieu Kérékou, alors président de la République du Bénin, était présent lors de l'inauguration du musée le 2 novembre 1998.

### Architecture du bâtiment
Le musée est installé dans un bâtiment de style d'architecture afro-brésilienne de Porto-Novo. La maison construite en 1890, appartenait à une riche famille de brésiliens appelés aussi Agouda (du nom de l’ancien patois portugais utilisé parmi les métis). Certaines pièces du bâtiment sont meublées dans le style de l’époque, de vieilles photographies sont accrochées aux murs.

## Collections
Le musée présente des œuvres à l'échelle réduite par rapport à celles qu'on peut observer dans les grands musées occidentaux. Chaque partie du bâtiment est consacrée à un type d'exposition comme une salle de la civilisation africaine ; une autre de la civilisation gréco-romaine, aux noirs de grande réputation, aux femmes, aux patrimoine musical des noirs.

Affiches de la traite négrière
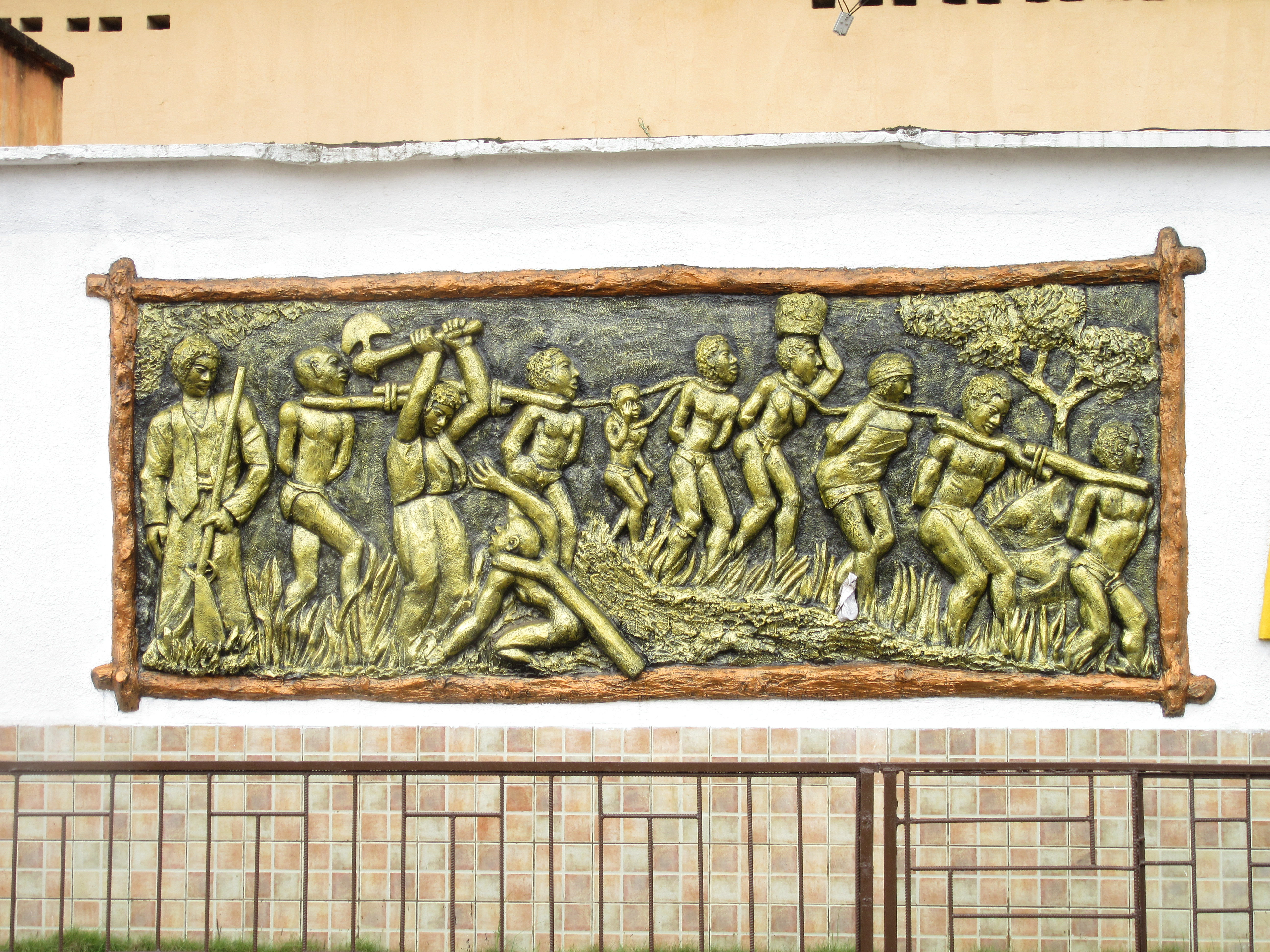
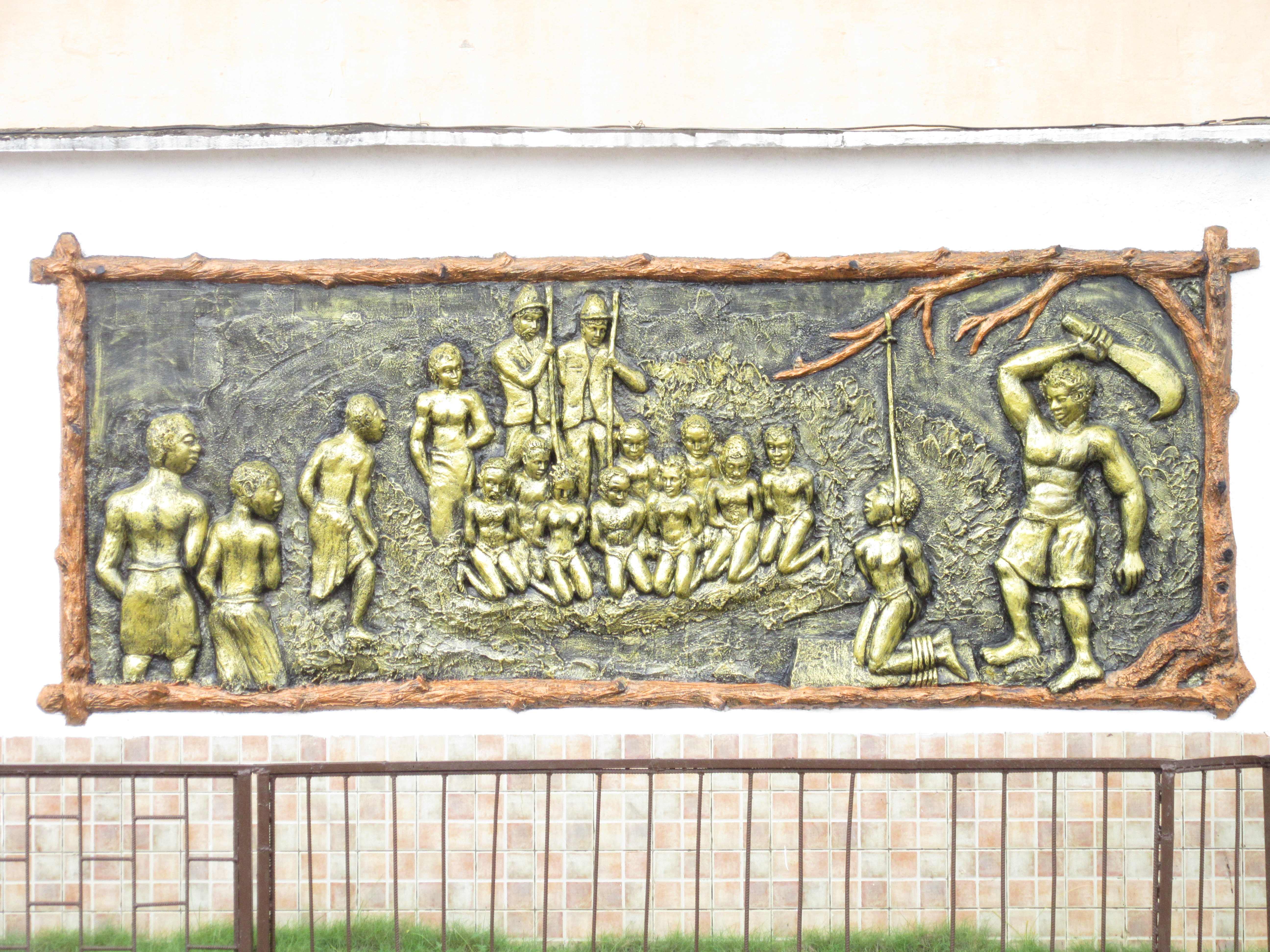